# Бейн (DC Comics)
Бейн (англ. Bane — бич, наказание, проклятье) — суперзлодей комиксов издательства DC Comics. Первое появление персонажа было в комиксах о Бэтмене: Vengeance of Bane #1 (январь 1993), был создан Чаком Диксоном, Дагом Мончем и Грэмом Ноланом. Бейн — один из самых сильных врагов Тёмного рыцаря, наиболее известный тем, что сумел победить Бэтмена, сломав ему позвоночник.

## История публикаций
Чак Диксон, Грэм Нолан и Даг Монч создали персонажа для сюжета Knightfall (с англ. — «Падение Рыцаря»). Неизвестно, какие из элементов были представлены каждым из двух писателей (Грэм и Монч). Диксон описал первое появление персонажа в комиксе Vengeance of Bane (с англ. — «Месть Бейна») с рисунками от Грэма Нолана. Также неизвестно, какой вклад был внесен Денни О’Нилом (писатель-ветеран книг о Бэтмене, редактор серий комиксов о Бэтмене в тот момент и автор новеллы-адаптации Knightfall). Ранее О’Нил создал место рождения Бейна — Санта Приска — в серии The Question (с англ. — «Вопрос») и наркотик «Веном» (Venom с англ. — «Яд») в одноимённой истории, опубликованной на страницах Legends of the Dark Knight (с англ. — «Легенды Тёмного рыцаря») № 16—20. На страницах Azrael О’Нил представил мнение Бейна о «Веноме» как о зависимости и слабости, ответственной за его прошлые поражения.

## Биография
Отбывая наказание за своего покойного отца, Бейн, настоящее имя которого «Дорранс» ещё ребёнком был посажен в тюрьму Санта Приска. В заключении у него был всего один друг: плюшевый мишка. Став чуть взрослее, Бейн начал читать книги, которые принесли ему тайком в камеру, и заниматься медитацией. Став взрослым, Бейн обрёл духовное равновесие, что и помогло ему выжить во время эксперимента, проводимого с веществом под названием «Веном». В ходе этого эксперимента погибли многие, но Бейн выжил и смог бежать в Готэм. Появившись там и желая доказать свою силу, он запустил многоходовый план: взорвал психиатрическую лечебницу «Аркхем», выпустив на волю всех её безумных пациентов, а затем атаковал и похитил Робина. Тёмный рыцарь был измотан многочисленными схватками со своими противниками, сбежавшими в город, поэтому не смог оказать Бейну достойного сопротивления: тот с лёгкостью одолел героя и сломал ему позвоночник. Пока Тёмный рыцарь шёл на поправку, его в этой должности заменил Азраил-Бэтмен, пользовавшийся более жестокими методами по отношению к преступникам. Бейн также не избежал этой участи: неофит Бэтмена модернизировал свой костюм и жестоко избил его, переломав множество костей и выведя из строя на долгое время. Когда в костюме Бэтмена снова появился Брюс Уэйн, то он захотел отомстить Бейну и сумел сделать это, вырвав шланги подачи «Венома» из его тела. После этого инцидента Бейн смог самоутвердиться и стал одним из самых сильных и злейших врагов Бэтмена. Бейн создал аппарат, с помощью которого мог закачивать в себя «Веном», когда пожелает.

## Силы и способности
Во время заключения Бейн много занимался чтением, повышая свой уровень образования. Оставшееся время он уделял физическому совершенствованию. В итоге Бейн физически силён, как Бэтмен. Пусть он и выглядит как человек с недостаточной ловкостью, он способен использовать самые замысловатые комбинации приёмов, требующие повышенного уровня ловкости, и это является доказательством тому, что Бейн практически ни в чём не уступает Бэтмену. Бейн также чрезвычайно хитёр и является превосходным стратегом и тактиком, что помогает ему существовать в преступном мире Готэма. Также Бейн в течение одного года смог разгадать личность Бэтмена, из чего можно сделать вывод что у него хорошо развита фотографическая память.

## Вне комиксов

### Фильмы

#### «Бэтмен и Робин»

Джип Свенсон в роли Бейна в фильме «Бэтмен и Робин»

В фильме «Бэтмен и Робин» Бейн в исполнении Джипа Свенсона — серийный убийца, осуждённый на пожизненное заключение. Здесь его зовут Антонио Диего. Выжив после испытания на себе суперстероида «Веном», который действует как наркотик, он с его помощью увеличивает свою силу. После побега вместе с Ядовитым Плющом он становится её слугой и противником Бэтмена. В финальной битве по приказу Мистера Фриза пытался убить Робина и Бэтгёрл, но они вырывают шланг из его головы, и он снова становится обычным человеком. В противоположность прототипу из комиксов, в фильме Бейн обладает низким уровнем интеллекта и представляет собой типичную «тупую гору мышц», исполняющую приказы. В русском дубляже его зовут «Проклятье».

#### «Тёмный рыцарь: Возрождение легенды»

Том Харди в роли Бейна в фильме «Тёмный рыцарь: Возрождение легенды»

Том Харди прошёл кастинг на роль злодея Бейна.
Харди заявил, что он намерен изобразить «более угрожающего персонажа», чем Бейн в фильме «Бэтмен и Робин». Готовясь к ролям в «Воине» и «Рыцаре», он набрал около 14 кг мышц, тем самым увеличив свой вес до 90 кг.
Бейн является центральным злодеем и обладает отличными боевыми навыками, впечатляющей силой и высоким интеллектом. Здесь он выглядит просто тренированным человеком. В фильме Бейн, благодаря своей маске, снабжающей его организм газом-анестетиком, абсолютно не чувствует боли, поэтому сражается на пределе своих возможностей.
Некогда Бейн сидел в тюрьме «Яма», где стал защитником и другом маленькой Талии аль Гуль, чья мать погибла в «Яме». Позже Бейн был сильно травмирован заключёнными, когда помог Талии сбежать, и после этого стал постоянно страдать от дикой боли. Поэтому тюремный врач разработал для него специальную маску-респиратор, которая смешивает вдыхаемый им воздух с газовым обезболивающим и таким образом спасает его от боли.
Когда Талия сбежала, Лига Теней пришла в «Яму», чтобы спасти Бейна, но Ра'с аль Гул не принял его, потому что видел в нём только монстра, тем не менее, Лига обучила его многому. После смерти Ра’са Талия нашла Бейна и сделала его вторым лидером Лиги наравне с собой. Они решили уничтожить Готэм как дань памяти погибшему Ра’су. Для этого они похищают русского учёного-атомщика Леонида Павлова. Чтобы его компания не перешла в руки Даггету, Уэйн передает контроль над «Уэйн Энтерпрайзис» в руки Миранды Тейт (за именем которой скрывается Талия аль Гул). Позже Бейн руками обманутой Селины Кайл заманивает Бэтмена в ловушку и повреждает ему позвоночник, после чего запирает в «Яме».
Вскоре с помощью украденных из «Уэйн Энтерпрайзис» боевых машин «Акробат» (прототипов Бэтмобиля), а также некоторого другого военного вооружения, Бейн захватил Готэм и руками Павлова превратил термоядерный реактор «Уэйн Энтерпрайзис» в нейтронную бомбу. Спустя 5 месяцев, в последние часы до взрыва бомбы, Бэтмен возвращается и вступает в схватку со злодеем, повреждает его маску, в результате чего Бейн начинает испытывать дикую боль и быстро слабеет. Внезапно в бой вмешивается Талия, которая наносит ножевое ранение Бэтмену и чинит маску Бейна. Бейн готовится убить Бэтмена, но внезапно появляется Селина Кайл и расстреливает его из орудий Бэтпода.

### Сериалы
- Шейн Уэст сыграет Бейна в пятом сезоне «Готэма». В сериале его настоящее имя — Эдуардо Дорранс, и он старый друг Джима Гордона, который прибыл в Готэм, чтобы помочь Гордону очистить его от преступности. Джеймс даже не подозревает, что привёл в город ещё одного монстра.

### Мультсериалы
- «Приключения Бэтмена и Робина». 2 серия третьего сезона «Бейн/Bane»
- «Новые приключения Бэтмена». 1 серия 11 сезона «За гранью/Over The Edge»
- «Бэтмен будущего». 9 серия 1 сезона «Решающее преимущество/The Winning Edge»
- «Бэтмен». 2 серия 1 сезона «Тяга/Traction»
- «Бэтмен: отважный и смелый». 17 серия 1 сезона «Кэвмен завоеватель/Menace of the Conqueror Caveman!» (камео)
- «Молодая справедливость».
- «Харли Квинн» — множество эпизодов

### Мультфильмы
- «Бэтмен: Тайна Бэтвумен» — Руперт Торн и Пингвин нанимают Бейна, чтобы тот разобрался с Бэтвумен. Его озвучивает Гектор Элизондо.
- «Супермен/Бэтмен: Враги общества». Бейн — один из многих злодеев, которые пытаются убить Бэтмена и Супермена за награду в миллиард долларов, назначенную президентом Лексом Лютором.
- «Лига Справедливости: Гибель». Вандал Сэвидж приглашает Бейна вступить в организацию Легион Судьбы, цель которой уничтожить Лигу справедливости, и, как позже выясняется, чтобы уничтожить существующую человеческую цивилизацию. Бейн был выбран, чтобы убить Бэтмена. Он оглушает его и хоронит заживо в могиле его родителей. Тем не менее Бэтмен выбирается и нейтрализует Бейна.
- «Бэтмен. Нападение на Аркем». Бейн является одним из многих заключённых психиатрической лечебницы Аркем, которых Джокер выпустил из камер. Он убивает Убийцу Мороз, швыряя машину, на которой та пытается уехать, тем самым взрывая её. После этого он проламывает ворота Аркема и раскидывает полицейские машины на мосту к Готэму. Но его останавливает Бэтмен, скидывая в воду.
- «Безграничный Бэтмен: Роботы против мутантов» — Бейн стал одним из злодеев, на котором использовали вещество для увеличения размеров.
- «Лего Фильм: Бэтмен» — Бейн в этом мультфильме является смесью своих версий из фильмов «Бэтмен и Робин» и «Тёмный рыцарь: Возрождение легенды».

### Видеоигры
- Серия Lego:

Бейн в игре Batman: Arkham Asylum

  - Он появлялся в Lego Batman: The Videogame как приспешник Пингвина. В начале эпизода, Бейн помогает Пингвину найти спутниковую тарелку для плана по захвату города. В итоге Пингвин сбегает с тарелкой, а Бейна ловит полиция, и он так и не успевает появиться в качестве босса игры. Также он доступен в режиме свободной игры.
  - В игре LEGO Batman 2: DC Super Heroes Бейн является одним из дополнительных боссов игры и игровым персонажем в режиме свободной игры.
  - В игре Lego Batman 3: Beyond Gotham Бейн является игровым персонажем в режиме свободной игры.
- Серия Batman Arkham:
  - В игре Batman: Arkham Asylum Бейн является одним из противников Бэтмена и боссов игры. Он по-прежнему использует костюм, повышающий его силу. Встретить его можно в медицинском блоке Аркхема. Модификация стероида «Веном» — «Титан», является ключевым элементом игры.
  - В игре Batman: Arkham City Бейн предлагает Бэтмену дополнительное задание — уничтожить 12 канистр с Титаном в Аркем-Сити (по 6 каждый). Бэтмен уничтожает свою часть канистр, а Бейн собрал свои 6 канистр и хотел их использовать. После этого Бейн бросается на Бэтмена, но оказывается взаперти, и Тёмный рыцарь уничтожает оставшиеся канистры.
  - В игре Batman: Arkham Origins Бейн является одним из нанятых Чёрной Маской наёмных убийц, прибывает в Готэм во главе группировки наёмников из Латинской Америки с целью за счёт вознаграждения в 50 млн долл. за победу над Бэтменом найти способ окончательно покончить со своей зависимостью от наркотика «Веном». Остаётся вместе со скрывавшимся под личиной Чёрной Маски Джокером в отеле «Готэм Ситм Ройял», в ходе боя прибывает полиция и Бэйн сбегает на вертолёте, на последок выстрелив из гранатомёта в вызывавшего у него неудовольствие преступного босса. Является игровым персонажем в многопользовательской игре.
- Серия Injustice:
  - В игре Injustice:Gods Among Us Бейн является одним из противников Бэтмена. Также является игровым персонажем. В режиме истории после победы над Суперменом Верховного Совета Бэйн нанимает Синестро и Черного Адама, чтобы вместе с ним взять на себя контроль над Землей. Однако эта правящая триада будет существовать только до следующей фазы плана Бэйна.
  - В игре Injustice 2 Бейн является участником злодейской команды «Община» и противником Чёрной канарейки, Зелёной стрелы, Киборга и Женщины-кошки, а также игровым персонажем. В режиме истории после победы над Брэйниаком, Бэйн пользуется своей новообретенной репутацией Земли.
- В игре DC Universe Online Бейн является одним из боссов игры независимо от выбранной стороны. Там он создаёт свою банду, а стероид «Веном» раздает всем её участникам. Также он является одним из персонажей в режиме Legends PvP.
- В игре Batman: Rise of Sin Tzu Бейн вступает в бой с Бэтменом.
- В игре Batman: The Enemy Within Бейн выступает как один из членов «Союза».

## Критика и отзывы
- Бейн № 34 в списке 100 величайших злодеев комиксов по версии IGN[11].